# Dolores Hart
Dolores Hart (Chicago, 20 ottobre 1938) è un'attrice e religiosa statunitense.

## Biografia
Nata a Chicago nel 1938, intraprese la carriera di attrice, recitando con stelle del calibro di Elvis Presley nei film Amami teneramente (1957) e La via del male (1958), Anthony Quinn e Anthony Franciosa in Selvaggio è il vento (1957), e George Hamilton in La spiaggia del desiderio (1960).
Recitò inoltre a Broadway nella commedia The Pleasure of His Company, che nel 1959 le valse una candidatura al Tony Award alla miglior attrice non protagonista in uno spettacolo e il premio Theatre World Award.
Nel 1964, al culmine del successo, dopo essere apparsa in un episodio della Serie TV Il virginiano, decise di abbandonare la carriera d'attrice per seguire la propria vocazione religiosa e ritirarsi in convento.
Nel 2011 la TV americana si è ricordata di lei e della sua incredibile storia e l'ha invitata a raccontarla. 
Dolores Hart, oggi priora del monastero benedettino Regina Laudis a Bethlehem (Connecticut), dove vive da quasi mezzo secolo, fu tra l'altro la prima attrice a dare un bacio cinematografico a Elvis Presley nel film Amami teneramente.

## Filmografia

### Cinema
- Ambra (Forever Amber), regia di Otto Preminger (1947) - non accreditata
- Amami teneramente (Loving You), regia di Hal Kanter (1957)
- Selvaggio è il vento (Wild Is the Wind), regia di George Cukor (1957)
- La via del male (King Creole), regia di Michael Curtiz (1958)
- Non desiderare la donna d'altri (Lonelyhearts), regia di Vincent J. Donehue (1958)
- I quattro disperati (The Plunderers), regia di Joseph Pevney (1960)
- La spiaggia del desiderio (Where the Boys Are), regia di Henry Levin (1960)
- Francesco d'Assisi (Francis of Assisi), regia di Michael Curtiz (1961)
- Rapina a... nave armata (Sail a Crooked Ship), regia di Irving Brecher (1961)
- L'ispettore (The Inpector), regia di Philip Dunne (1962)
- Appuntamento fra le nuvole (Come Fly with Me), regia di Henry Levin (1963)

### Televisione
- Alfred Hitchcock presenta (Alfred Hitchcock Presents) – serie TV, episodio 3x05 (1957)
- Matinee Theatre – serie TV, episodio 3x66 (1958)
- Schlitz Playhouse of Stars – serie TV, episodio 7x22 (1958)
- June Allyson Show (The DuPont Show with June Allyson) – serie TV, episodio 1x12 (1959)
- Playhouse 90 – serie TV, episodio 4x10 (1960)
- Il virginiano (The Virginian) – serie TV, episodio 1x28 (1963)

## Doppiatrici italiane
- Maria Pia Di Meo in Amami teneramente, La via del male
- Fiorella Betti in L'ispettore, La spiaggia del desiderio
- Flaminia Jandolo in Non desiderare la donna d'altri
- Rita Savagnone in Francesco d'Assisi